# Зак Яків Ізраїлевич
Яків Ізраїлевич Зак (7 (20) листопада 1913, Одеса — 28 червня 1976, Москва) — радянський піаніст і педагог, навчався в Одеській (1930–1932 — у М. М. Старкової) та Московській консерваторіях (1935).
Лауреат Другого Всесоюзного конкурсу музикантів-виконавців (1935) і переможець міжнародного конкурсу піаністів імені Ф. Шопена у Варшаві (1937). З 1935 викладав у Московській консерваторії.